# Emblème du Tibet
L'emblème du Tibet est le nom donné par le gouvernement tibétain en exil à son emblème officiel. 

## Histoire

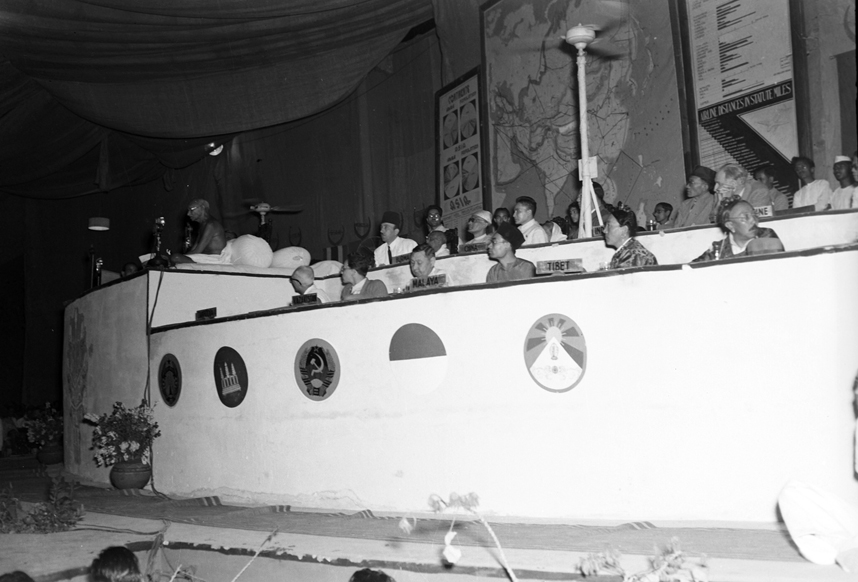
Tribune de la Conférence des relations asiatiques où figurent des armoiries de pays participants.

Emblème du Tibet, dont la devise est བོད་གཞུང་དགའ་ལྡན་ཕོ་བྲང་ཕྱོགས་ལས་རྣམ་རྒྱལ
"bod gzhung dga' ldan pho brang phyogs las rnam rgyal"
(bö zhung gan den po drang chok lê nam gyel) (Le gouvernement tibétain, palais de la félicité, victorieux en toutes directions)

Le lion des neiges, symbole national du Tibet.

À la Conférence des relations asiatiques qui se tint en mars-avril 1947 à New Delhi, les bannières de certains pays participants pendaient derrière la tribune tandis que sur le devant de celle-ci étaient apposés des écussons multicolores portant les armoiries de certains autres, dont une version de celles du Tibet est figurée sur une photo. 
L'emblème actuel est celui du  gouvernement tibétain en exil, créé en 1959 au Dzong de Lhuntsé par le 14e dalaï-lama après son départ de Lhassa et appelé par la suite l'administration centrale tibétaine et siégeant depuis 1960 à Dharamsala en Inde.
La devise inscrite en tibétain, bod gzhung dga' ldan pho brang phyogs las rnam rgyal, signifie « le gouvernement tibétain, Ganden Phodrang (palais de la félicité), victorieux en toutes directions », Ganden Phodrang étant le nom de la résidence du 5e dalaï-lama au monastère de Drepung et — au sens figuré — le gouvernement du Tibet qu'il a fondé.
Le 10 mars 2011, marquant le retrait du dalaï-lama de la vie politique, le transfert de son autorité à un président élu, et la fin du Ganden Podrang fondé par le 5e dalaï-lama, l'emblème de l'administration centrale tibétaine a été modifié afin qu'il reflète la nouvelle devise denpa nyid nampar gyal gyurchig (tibétain : བདེན་པ་ཉིད་རྒྱལ་གྱུར་ཅིག, Wylie : bden pa nyid rgyal gyur cig, signifiant « Que la vérité triomphe »).

## Description
Les éléments principaux de l'emblème sont le soleil et la lune au-dessus de l'Himalaya, lesquels représentent le pays du Tibet, souvent dénommé Pays des Neiges. 
Sur les pentes des montagnes se tiennent deux lions des neiges tête-à-tête, comme sur le drapeau du Tibet ou sur certains billets de banque tibétains, dans un style artistique différent. 
Entre eux se trouve la roue à huit branches du Dharmacakra, qui représente le Noble sentier octuple du bouddhisme. À l'intérieur de la roue, un joyau tourbillonnant à trois couleurs représente les pratiques des dix  vertus transcendantes et des seize conduites humaines. 

## Symbolisme
L'emblème reprend des symboles bouddhistes.
- Le lion des neiges, symbole national du Tibet, représenté, entre 1912 et 1950, par le gouvernement tibétain non seulement sur le drapeau du Tibet, mais aussi sur les sceaux de l'administration, les billets de banque tibétains, les pièces de monnaie tibétaines et les timbres tibétains, ainsi que sur le sceau du dalaï-lama[8],[9].

## Usage
Un monument commémoratif en bronze représentant les deux lions des neiges, emblème du Tibet, a été inauguré le 1er octobre 2000 devant la maison d'Alexandra David-Néel par le moine tibétain Palden Gyatso.